# Anton Sommer
Anton Sommer (Rudolstadt, 11 dicembre 1816 – Turingia, 1º giugno 1888) è stato un poeta tedesco.

## Biografia
Tra il 1835 e il 1838 Sommer studiò teologia a Jena, dopodiché si dedicò all'insegnamento. Nel 1850 tornò nella sua città natale e fondò una sua scuola. Fu autorizzato a predicare nella piccola chiesa di Schaala, ora parte di Rudolstadt. Nel 1861 fu nominato pastore della guarnigione a Rudolstadt, ormai mezzo cieco e dal 1881 riconosciuto come "cittadino onorario".
La raccolta di Sommer "Bilder und Klänge aus Rudolstadt in Volksmundart" ("Immagini e suoni di Rudolstadt in dialetto locale"), fu ripetutamente aggiornata durante la sua vita, era relativamente ben nota per diversi decenni dopo la sua morte.